# Hiéroglyphe égyptien M5
La branche de palmier sur pain rond, en hiéroglyphes égyptiens, est classifiée dans la  section M « Arbres et plantes » de la liste de Gardiner ; cet hiéroglyphe y est noté M5.

## Représentation
Il représente la combinaison d'un rachis de palme entaillé pour servir de décompte des années (hiéroglyphe M4) et d'un pain rond (hiéroglyphe X1). Il est translittéré tr.

## Utilisation
| M4 |

| M4 |

| X1 |

| X1 |

| X1 |

| X1 |

| M5 | r |

| M5 | r |

| t&r | M5 | N5 | / | \| \| | abrégé | M5 | N5 |
|     |    |    |   |       |        |    |    |

|  |

| t&r | M5 | N5 | / | \| \| | abrégé | M5 | N5 |
|     |    |    |   |       |        |    |    |

|  |

« temps, époque, moment, saison ».
| M6 |

| M6 |

phonogramme bilitère de valeur tr ou tj.